# Madre amantísima
Madre amantísima es una obra de teatro de Rafael Mendizábal, estrenada en 2003 en el Centro Cultural de la Villa de Madrid. Según Pedro Víllora,  es la obra más importante de Mendizábal entre cuantas aborda el tema de la homosexualidad (que es un asunto frecuente en el conjunto de su obra). Madre amantísima supuso una novedad importante en el panorama teatral al abordar el asunto desde presupuestos ideológicos conservadores y burgueses.

Madre amantísima es una contribución importante a este discurso en pro de la normalización y liberación de tabúes sociales. [...] Madre amantísima una obra idónea para hablar a las familias burguesas y abrirles los ojos a esa realidad que es suya pero que no siempre saben –o no quieren- ver. [...] Madre amantísima no sólo no cuestiona los ideales de la sociedad burguesa y conservadora sino que hace un auténtico canto de amor a la familia tradicional [...]. Puede acusarse a esta obra de compromiso con los poderes fácticos y se estará en lo cierto, pero también es cierto que es ahí donde radica uno de sus atractivos.

## Argumento
Marta y Elías, ama de casa y constructor, son un matrimonio que viven en una capital de una pequeña provincia. Ambos han trabajado siempre duro para mantener a su único hijo Juan, quien se encuentra viviendo en Madrid, tras haber cursado allí sus estudios. De repente, se presenta en casa de sus padres, y les cuenta su gran secreto: es homosexual. Tanto su madre como su padre, se quedan sorprendidos, y tras un periodo de rechazo y de lamentaciones, deben superarlo, porque aun les queda por saber la peor parte: Juan está muy enfermo de sida. La historia se completa con Carlos, el novio de Juan, y que también decirse ir tras Juan, para disfrutar el tiempo que le queda con él. 

## Estreno
- Centro Cultural de la Villa de Madrid, Sala 2.[2] Madrid, 19 de noviembre de 2003.
  - Dirección: César Diéguez.
  - Escenografía: Mikel Corral.
  - Intérpretes: Manuel Gallardo (Elías), Mari Paz Ballesteros (Marta), Marcos Marcell (Juan), Jorge Lucas (Carlos).